# Roques del Corpus Christi de València

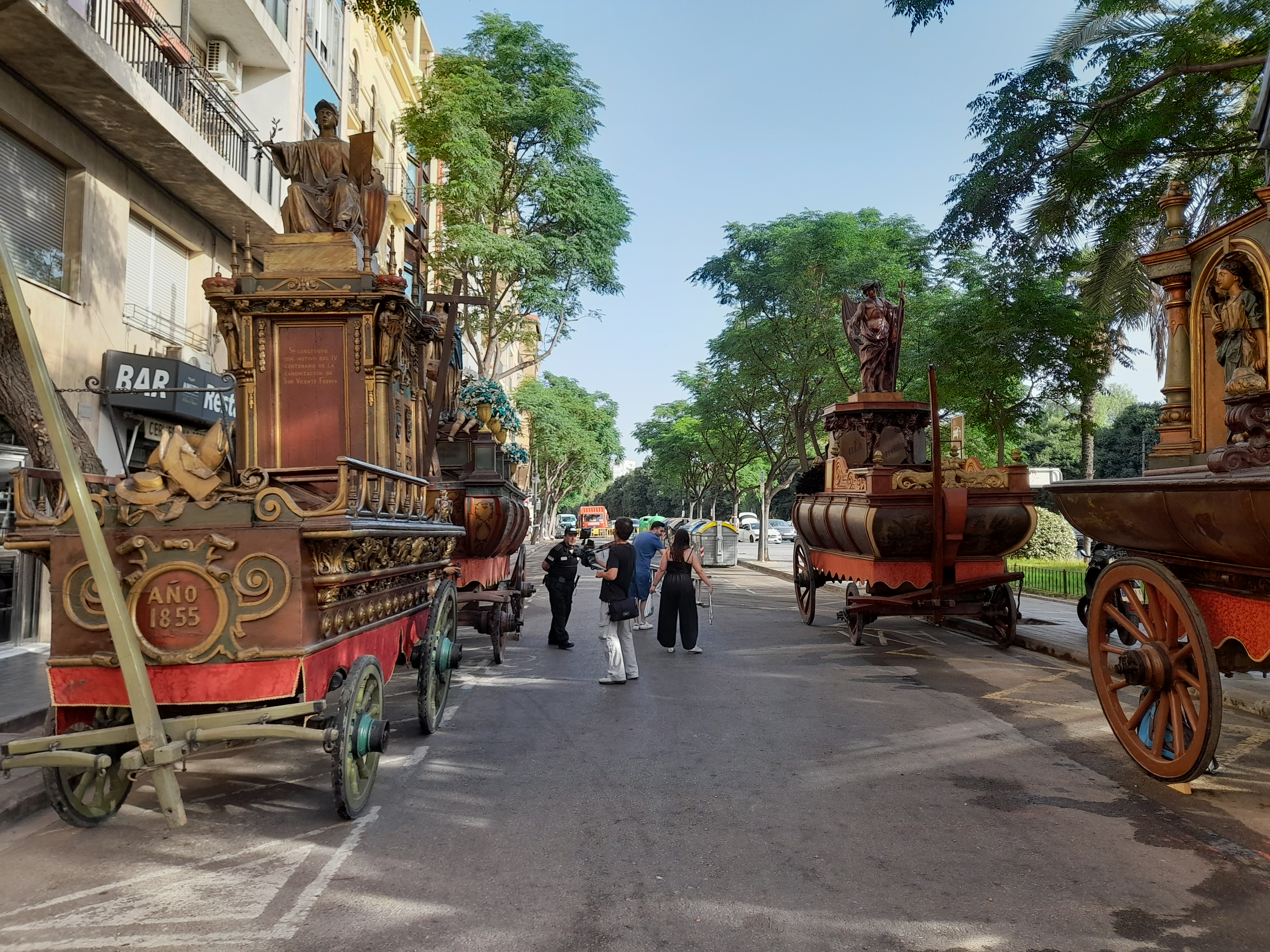
Quatre roques a les Alberedetes (2022)

Les roques del Corpus son uns escenaris mòbils o plataformes transportables que sostenen els entremesos de la processó del Corpus: elements decoratius, tramoies o figures i actors que representen escenes bíbliques, al·legòriques o vides de sants.
Les roques tenen la forma d’un antic vaixell, figura que ocasionalment representaven. Fan uns tres metres de llargària, per dos d’ample i cinc i mig d’alçada. En la part del darrere va un pedestal amb una o més figures que representen el motiu de la roca, que generalment li dona nom. Una balconadeta de fusta envolta la roca i,, en els costats, figuren pintures al·legòriques i relleus amb versos i/o rètols al·lusius al sant o al tema que presideix la roca.
Aquesta forma de referir-se als escenaris mòbils processionals va ser comuna a totes les terres de llengua catalana, però s’ha mantés en ús més intens al País Valencià, on s’utilitzen al Corpus de València i a altres llocs.

## Història

### Entremesos i carros triomfals
Els entremesos són figures inanimades o animades que al segle xiv s’exhibien amb motiu d’una festa cortesana. Com que els entremesos amb el temps representaren temes més desenvolupats -com ara escenes històriques o bíbliques- s’hi anaren incorporant elements més complexos: música, escenaris amb múltiples elements, acció dramàtica i text. Des de la fi del segle xiv, va ser habitual la seua presència en les desfilades amb motiu de visites reials. Els escenaris eren construïts pels gremis i transportats sobre cadafals. Alguns entremesos excepcionalment complexos no eren mòbils, sinó que quedaven muntats en un lloc fix. En instituir-se la processó del Corpus, els entremesos s’hi incorporaren.
L’ús de carros triomfals a València ja es va produir amb motiu de la visita de Mata d’Armanyac -primera esposa de Joan I el Caçador- quan el gremi de freners va bastir un dragó que menejava la llengua i tirava fum. En 1392, amb motiu de la visita de Violant de Bar -segona esposa de Joan I- ja s’ordenà als gremis fer coses semblants o millors que «lo drach acostumat». Fins i tot, algunes de les estructures demanades s’acordà no fer-les, al no ser possible el seu trànsit pels carrers.

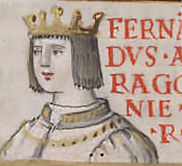
Ferran d'Antequera va ser festejat amb cavalcada amb roques

Els entremesos sobre carros triomfals esdevingueren un costum per a rebre a visitants reials des de la fi del segle xiv. Per exemple, amb motiu de l’entrada del rei Ferran d’Antequera a València (26 de desembre de 1414) es construïren diversos carros triomfals per valor de 2.700 lliures. Altres entremesos es varen construir per a l’entrada d'Alfons el Magnànim. Tanmateix, hi havia roques que destinades,, principalment a les festivitats del Corpus Christi. El 1413, s’acordà el pagament de 35 lliures per a la reparació dels entremesos de la festa del Corpusl i en 1417 s’acordà que la parafernàlia del Corpus Christi, inclús els «entrameses» (les roques), no serien prestades a cap persona, església o monestir.
Les roques i altres elements de les festivitats del Corpus Christi de València,, també es feien servir per a representacions relacionades amb visites reials. El 1414 varen ser prestats a la ciutat de Saragossa amb motiu de la coronació del rei Ferran. L'acord de 1417 ja no permetiria que es tornara a fer. Una altra opció era modificar les dates del Corpus -el 1401, per la visita de Blanca de Navarra- o repetir les festes, com ara l'agost de 1423, a petició de Martí l'Humà.

### Les roques i el Corpus
El primer carro triomfal del Corpus de València amb nom propi conegut va ser l'Entremès del Paradís Celestial, pintat per Pere Guillem el 1430, seguit per Santa Perpètua i pels Set Fills (1431). El, 1433 s'encarregà la construcció de l'Entremès de Sant Francesc, que va ser conegut també com la Roca del Seraff. Sembla ser la primera volta que el nom "roca" s'aplicà als carros triomfals valencians.

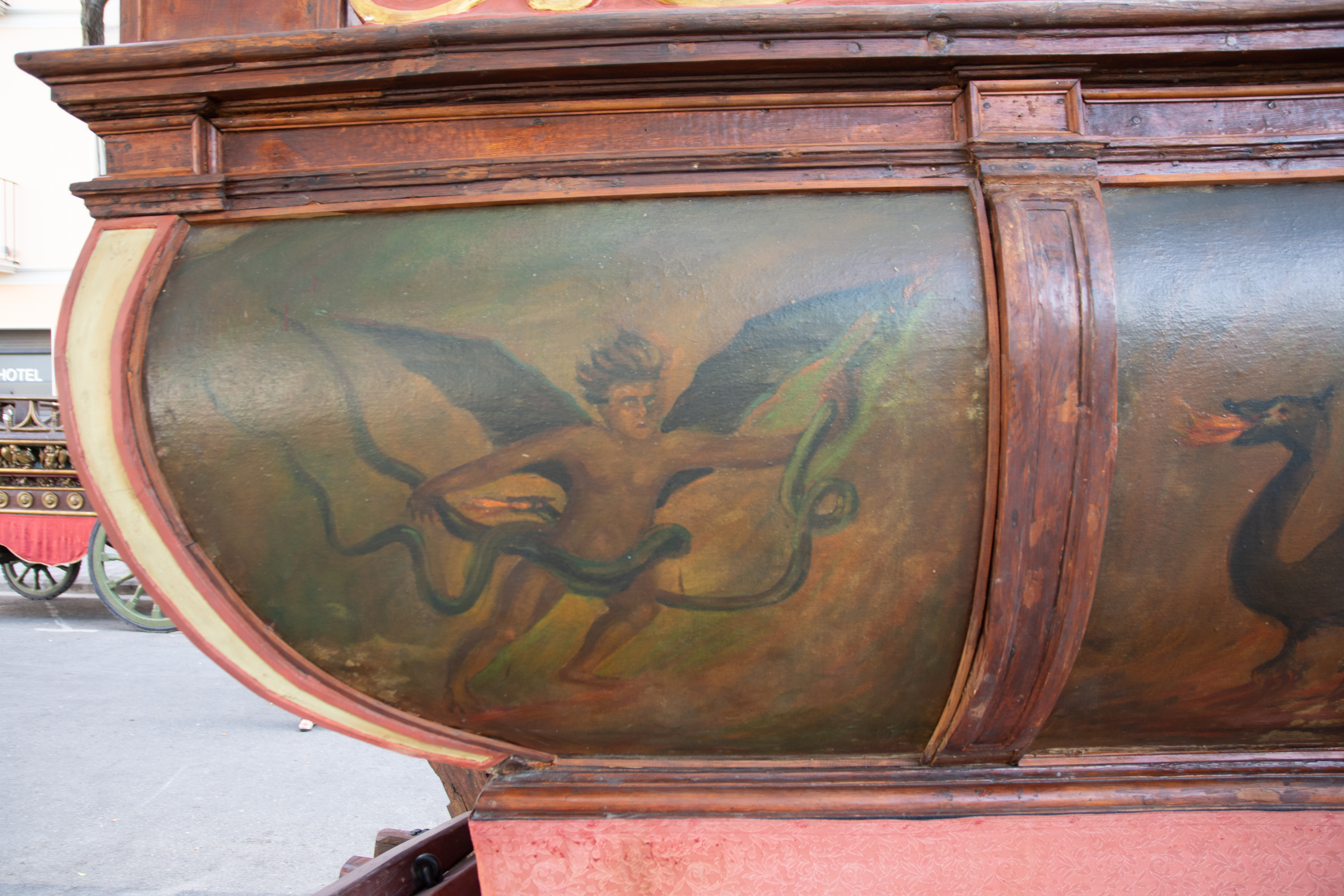
La Diablera era originalment la Roca de l'Infern. Encara porta moltes imatges infernals

Cap al segle xv, la ’importància de les roques fa que, en cas necessari, s’eixamplen carrers o s'enderroquen trossos de muralla per tal que puguen passar (com per a la visita del rei Ferran). D’altra banda, la seua conservació no semblava important, ja que sovint se'n feien de noves, se'n reparaven d'altres o se'n reciclaven. Diverses normes fan referència a aquestes feines: el nomenament de Joan Guillem com a pintor de les roques el 1479, la norma sobre salaris dels mestres majors, oficials i altres operaris del 1569 o, fins i tot, una decisió dels Jurats, Racional i Síndic de València per a reduir el pes i les proporcions de les roques de l'Infern i del Purgatori el 1638. Aquest acord també va modificar la forma en qèe es pintaven les roques que,, fins aleshores havia estat al temple, i que va ordenar-se que fora a l'oli, per a millorar la qualitat del resultat.
Al Corpus de 1512, eixiren dotze roques. Foren les del Paradís Terrenal, la Salutació de l'Àngel, l'Adoració dels Reis, Sant Jeroni, Sant Vicent, Sant Jordi, la Cena, la Maria del Te Deum, l'Infern, el Mont Calvari, el Sant Sepulcre i l'Apocalipsi.
Per al Corpus del 1533, sortiren set roques: Adam i Eva, el Jui, Sant Jeroni, la Cena, l’Infern, el Devallament de la Creu, i el Sant Sepulcre. Consta que hi havia música, almenys pel que fa a les roques del Jui i de l’Infern. Durant el segle xvi, s’hi afegiren roques com la del Sacrifici d’Abraham (1557) o les de Job i la Conversió de la Magdalena (1563). Altres roques foren substituïdes, i la Josefina va ser reemplaçada per una dedicada a Santa Bàrbera (1553).

### Les Roques en altres celebracions

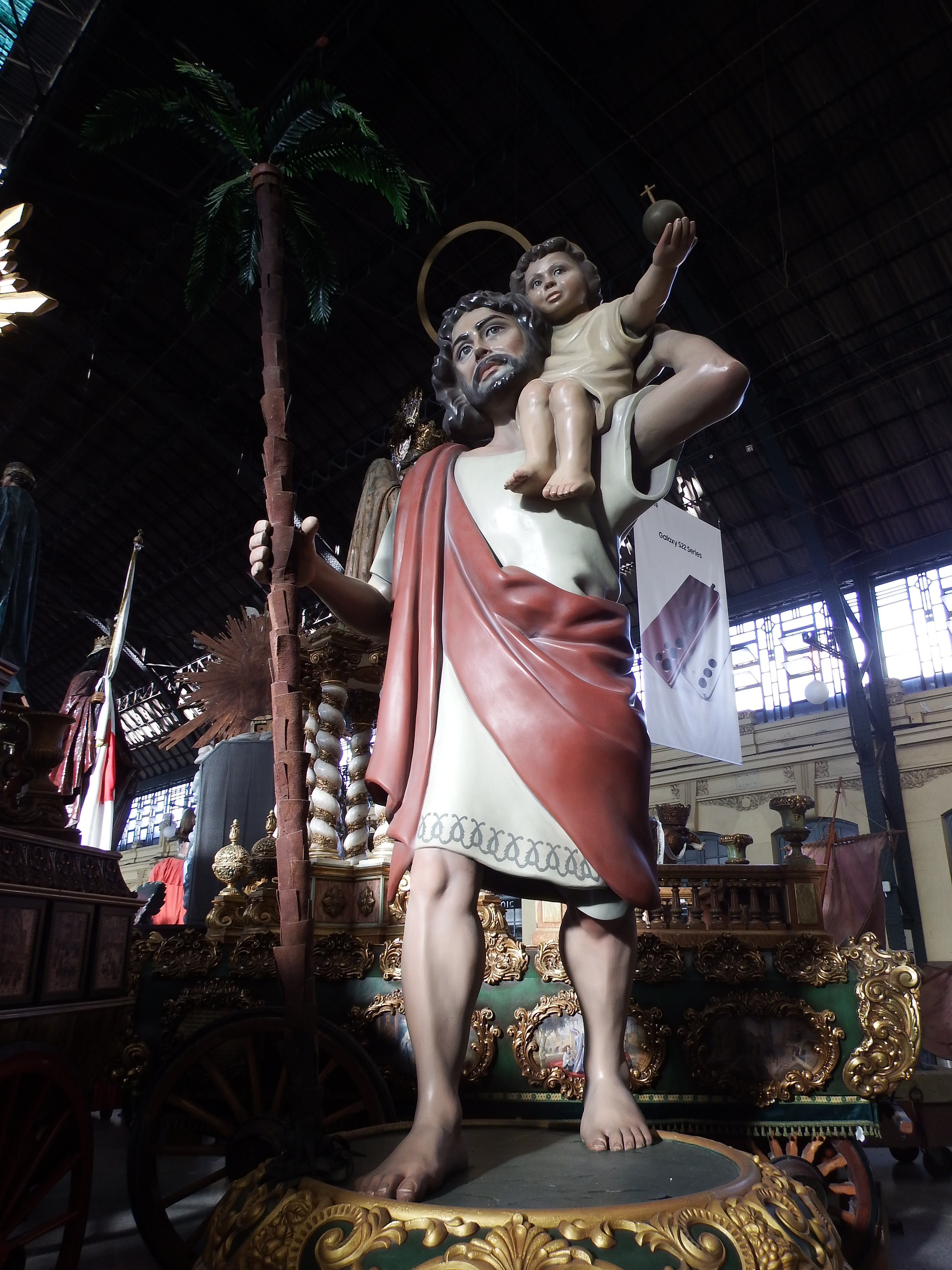
La imatge de Sant Cristòfol que es fa servir al Corpus al segle XXI no és l'original. N'hi han hagut vàries

Amb motiu de segon centenari de la canonització de Sant Vicent Ferrer, el 1655 isqueren tres roques. Per a l'Immaculada Concepció de 1662, n'eixiren altres tres, Cadascuna d'elles pertanyia a un gremi -els gremis eren els principals finançadors de les roques fins a endeutar-se de forma significativa, segons el Marquès de Cruïlles- i la més espectacular, la del gremi de fusters, feia 24 pams (5,4 metres) d'alçària.
El 1665, el gremi d'armers i el dels sastres presenten roques amb motiu de la celebració de la canonització de Sant Tomàs de Vilanova.
El trasllat de la Mare de Déu dels Desemparats a la nova capella, va ser motiu per a restaurar les roques del Sacrament, la Puríssima i Sant Vicent Ferrer, les quals van eixir en processó. Per a la canonització de Sant Joan de Mata i Sant Fèlix de Valois, el 1668, es portà una roca al convent del Remei.
Les roques també sortien per a commemoracions no religioses. El 1711, commemoraren la batalla de Villaviciosa i la conquesta de Brihuega. El 1738, ho feren amb motiu de les festes del cinqué centenari de la conquesta de València. L'any 1746, fou amb motiu de la proclamació de Ferran VI.
Per a la festa del tercer centenari de la canonització de Sant Vicent Ferrer (1755) isqué una imatge de Sant Cristòfol de més de 30 pams (sis metres) d'alçària, obra de Tomàs Camargues tallada el 1722. Les proporcions de l'obra obligaven a usar un llastre de gairebé 200 quintals (vuit tones) de pedra. Aquesta imatge isqué novament als dos centenaris de la Mare de Déu dels Desemparats del 1767 i del 1867, al quart centenari de la canonització de Sant Vicent (1855) i a la processó del Corpus del 1904.

### Restauracions, tramvies i riuades
Les roques han estat restaurades, transformades o renovades diverses vegades. El 1431,, es va encarregar a Nicolau Querol la restauració de les dotze que existien en aquell moment. La tasca es va encarregar el 1479 a Joan Guillem, i el 1579 a Sarinyena. El 1638 es va ordenar que es pintarein a l'oli i es dauraren. La restauració de 1652 es va encarregar a Gaspar Beltrán. La de la Roca de l'Infern del 165,7 va ser realitzada per Francesc Boronat. La restauració i retoc de la Roca de Sant Vicent el 1667 va anar a càrrec de José Caudí.

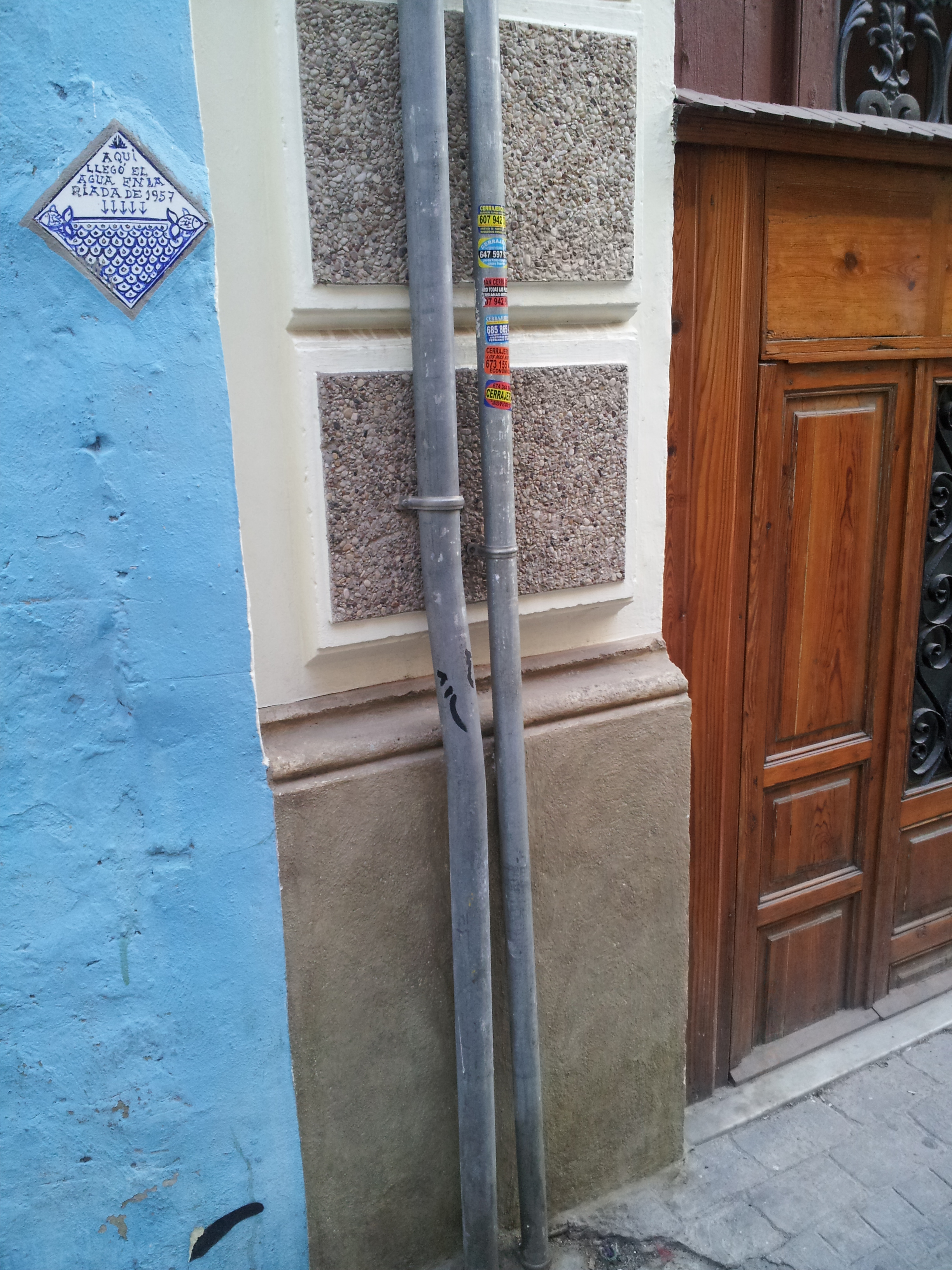
El taulell marca l'altura de l'aigua de la riuada de 1957 al carrer del Museu, prop la Casa de les Roques

Consta documentalment que als anys 1702, 1815, 1855 i 1867 es feren reparacions en les roques. El 1910, amb l'instal·lació del tramvia a València, va ser necessari modificar-les perquè no toparen amb els cables. Les despeses de la reducció d'alçària foren 3.550 pessetes i les roques no tornaren a eixir fins a 1912. Una nova restauració es produiria el 1925.
Arran de la riuada de 1957, va ser necessària una nova restauració, de la qual es va fer càrrec el restaurador municipal Lluís Roig d'Alós, entre setembre del 1958 i el 25 del maig de 1959. Roig d'Alós va contar amb un equip multidisciplinar format per quaranta fusters, escultors, pintors, dauradors, ferrers i fotògrafs, a més d'un equip d'alumnes voluntaris de l'Institut Laboral d'Algemesí. El procediment utilitzat era el de l'Istituto Centrale per il Restauro de Roma. Els criteris de restauració eren respectar al màxim l'estructura, el material, la forma i el testimoni de l'època; canviant i reforçant totes les peces que estigueren danyades. Moltes zones de les roques es van pintar a l'oli sobre llenç, el qual després es va adherir a la fusta. Això es va fer perquè totes les teles de les roques estaven ennegrides per la humitat, el fang i l'oxidació de vernissos i olis. Es substituïren les parts deteriorades, com els ferratges i, en el cas de figures de pasta de paper, per noves de fusta. Les pintures dels laterals es van restaurar mitjançant dissolvents com alcohol i trementina per a la neteja de repintades, vernissos i olis oxidats. El procediment utilitzat per a les escultures policromades va ser el mateix que per a la restauració de pintura sobre taula.
Una modificació que es va fer a totes les roques amb motiu de la restauració del 1959, va ser ficar-hi gomes a les rodes.

## Les roques existents a inici delseglexxi
Al llarg del temps, les roques del Corpus no han estat sempre les mateixes. Algunes han desaparegut, altres s'hi han afegit i altres més han canviat de nom o de forma. Amb l'incorporació de la Roca del Sant Calze el 2001, hi ha onze roques.

### Roca Diablera
La inscripció en la mateixa roca la data del 1511. Ja figura en documents del 1512 i del 1528, raó per la qual seria la més antiga de les roques existents.
Creada amb el nom de Roca de l'Infern, el 1542 va ser readaptada i se li canvia el seu nom a Roca de Plutó. Tot i això, la seua denominació més popular és La Diablera, per les nombroses figures de diables que portava. La figura de Plutó s'alça sobre un pedestal octogonal amb els noms dels set pecats capitals.
Era el lloc de la dansa de la Moma i els momos, és a dir, de la virtut front als pecats.

### Roca de Sant Miquel
Construïda el 1528 (o potser el 1525) com a Roca del Jui Final, va dedicar-se a Sant Miquel el 1542, per ser en eixe dia -29 de setembre del 1238- que la ciutat de València es va rendir a Jaume I.
La figura de l'arcàngel titular té a la seua dreta una ànima bona, i a l'esquerra la d'un condemnat. Les pintures dels costat del carro fan referència a Sant Miquel Arcàngel: espases, cascos, creus, banderes...

### Roca de la Puríssima
Aquesta roca va ser construïda el 1542 amb el nom de Maria del Te Deum, nom que ja va portar una altra feta el 1512. Va canviar de nom el 1665, amb motiu d'unes molt solemnes festes dedicades a la Puríssima Concepció decretades per Alexandre VII.
La imatge principal representa la Immaculada Concepció amb la inscripció "Tota pulchra es Maria". En la part davantera de la roca, hi ha una escultura de Santa Elena amb la Creu, mentre que en la parte posterior figura Judit amb el cap d'Holofernes. Les escultures de Judit i la Immaculada varen ser renovades el 1815. En la base de la roca figuren símbols marians.

### Roca de la Fe
Hi ha diverses opinions sobre si va ser construïda el 1535 o el 1542. Sí que hi ha acord que va ser bastida readaptant l'antiga roca dita "del Paradís Terrenal" -n'hi ha hagut diverse,s amb eixe nom- la qual havia estat construïda el 1512.
Va ser renovada el 1702. La figura principal es va fer nova el 1815. Es tracta de la figura d'una dona amb els ulls embenats i un calze a la mà dreta. A la part de darrere de la roca, una altra gran figura representa la ciutat de València, amb l'escut de la ciutat i una bandera amb una creu.

### Roca de Sant Vicent Ferrer
En la pròpia roca figura una menció que afirma que va ser construïda en 1512 sota l'advocació de Sant Vicent Màrtir i que va ser transformada a la de Sant Vicent Ferrer en 1665. Tot i això, el Manual de Consells conté un acord de 10 de març de 1665 anunciant la construcció d'un carro nou de Sant Vicent, que hauria de fer-se segons els models existents.
La figura principal de la roca és la se Sant Vicent Ferrer, amb escut i espada flamígera. Al davant del carro figura una representació de Samsó i del lleó.

### Roca de la Santíssima Trinitat
Va ser construïda el 1674, i restaurada en múltiples ocasions des del 1702 fins al, 1959.
En la part posterior i més elevades, figuren representades les tres persones de la Santíssima Trinitat, mentre que per la base hi figuren medallons amb escenes bíbliques (la Torre de Babel, la Magdalena, la Creació i altres).
És coneguda també pel nom de "Paradís Terrenal", perquè era sobre aquesta roca que es representava el misteri d'Adam i Eva. Les imatges dels dos, seguits d'un àngel, que amb una espasa els expulsa del Paradís, figuren al front de la roca.

### Roca València
Aquesta roca va ser construïda amb motiu del quart centenari de la canonització de Sant Vicent Ferrer, el 1855. La data, relativament recent, ha fet que la seua construcció estiga bén documentada. Es coneix el nom de les persones que hi intervingueren. Les figures al·legòriques són obra de Antonio Marzo; també hi intervingueren el tallista Josep Puchol, el daurador Benet Lleonart, els fusters Josep Gil i Ramon Monzó i el mestre carreter Vicent Balader. Lluís Téllez va dirigir els treballs. Part dels materials proveïen de teginats i altres elements monumentals gòtics i renaixentistes de la Casa de la Ciutat.

### Roca La Fama
Va ser construïda en 1899, per a la Fira de Juliol. Es va finançar amb les aportacions de Lo Rat Penat i del Cercle de Belles Arts. Ambdues institucions la regalaren a l'ajuntament el 1900 i, des de llavors, figura a la processó del Corpus. És la roca més airosa, tot i que hagué de ser retallada el 1912 pels problemes amb els cables del tramvia.
El cos principal de la roca el forma una esfera daurada sobre la qual s'alça una figura femenina alada que fa sonar una llarga trompeta. A la mà dreta porta una corona de llorer. Envolten l'esfera els escut de València, Alacant i Castelló de la Plana. Sobre els costats de la roca estan representats l'entrada de Jaume I a València, la del Cid i el Crit del Palleter.

### Roca del Patriarca
El 1961 va ser canonitzat Sant Joan de Ribera. Amb eixe motiu es va construir aquesta roca. Els treballs estigueren dirigits per l'escultor José Justo Villalba. Les aportacions econòmiques provingueren de la Delegación Provincial de Sindicatos -els sindicats verticals franquistes- que també facilitaren mà d'obra. En la construcció s'emprà caoba de Brasil.
El cos principal de la roca és un templet renaixentista, davant del qual se situa la figura del sant. Les decoracions representen llocs i personalitats vinculades a Sant Joan de Ribera, amb inclusió del Drac del Patriarca.

### Roca de la Mare de Déu dels Desemparats
Va ser construïda l'any 1995 amb motiu del cinqué centenari de l'advocació de la Mare de Déu dels Desemparats. La seua construcció va ser patrocinada per l'Ajuntament de València i l'empresa Sociedad de Agricultores de la Vega de Valencia.
La imatge principal està inspirada en la imatge que es troba a la Capella del Capitulet. Els medallons, obra d'Àlex Alemany, representen escenes al·lusives a la protecció de la Mare de Déu al poble valencià.

### Roca del Sant Calze
Va ser construïda per iniciativa de l'associació Amics del Corpus de la Ciutat de València, amb aportacions de diverses persones i empreses. Va desfilar per primera vegada el 2001. La seua característica especial és la decoració amb socarrats.

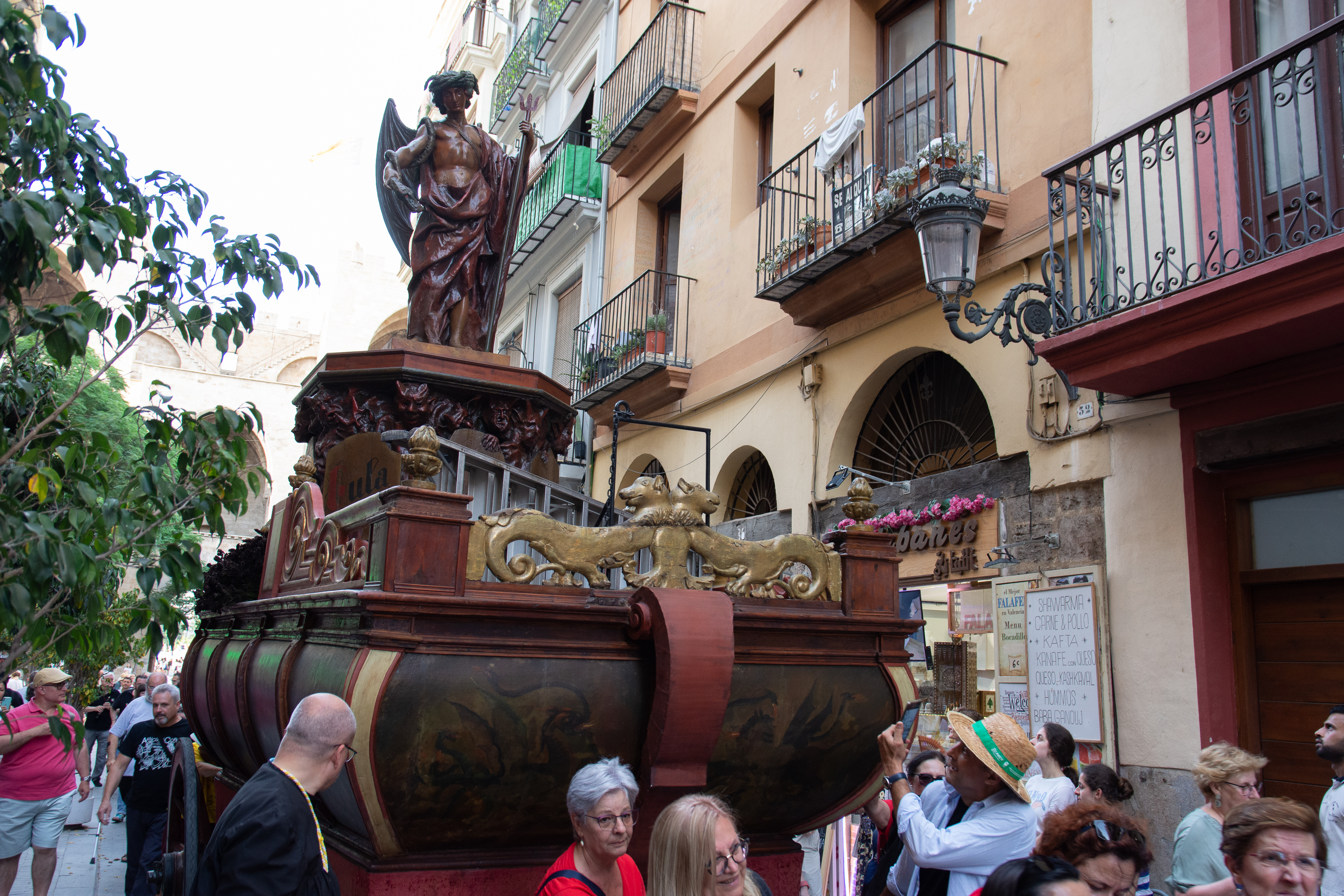
Roca de Plutó, anomenada La Diablera
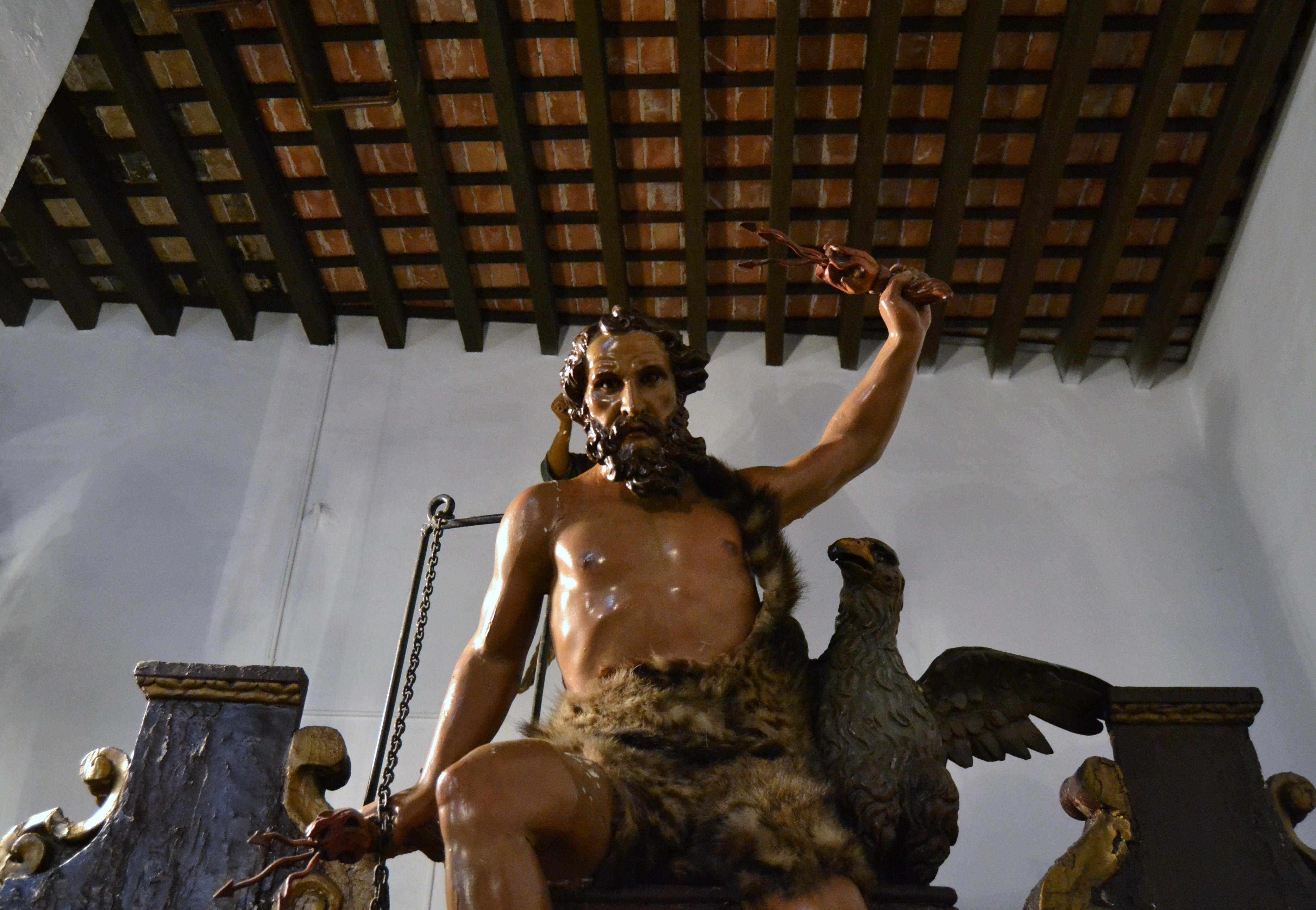
Roca de Sant Miquel: figura de Júpiter
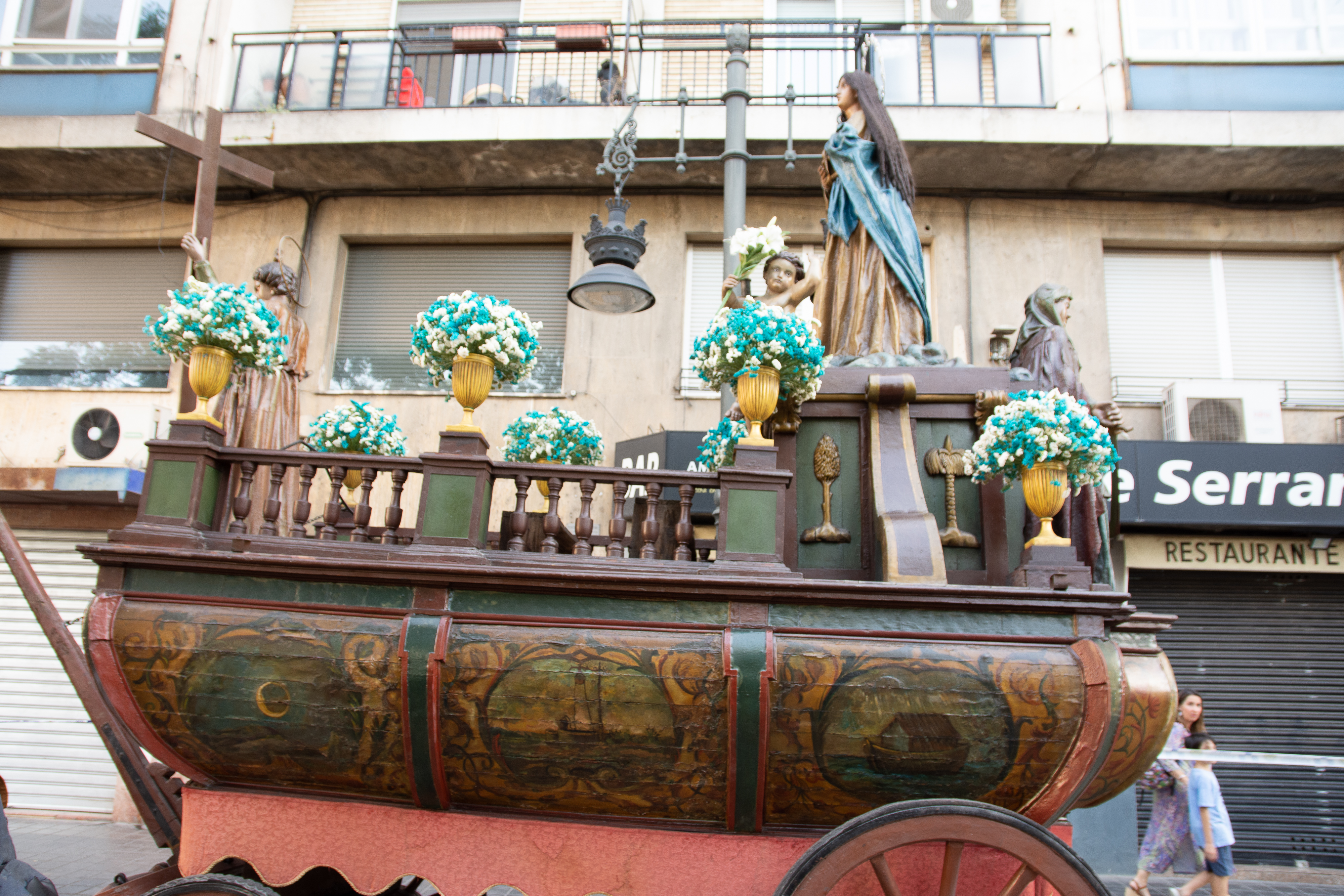
Roca de la Puríssima
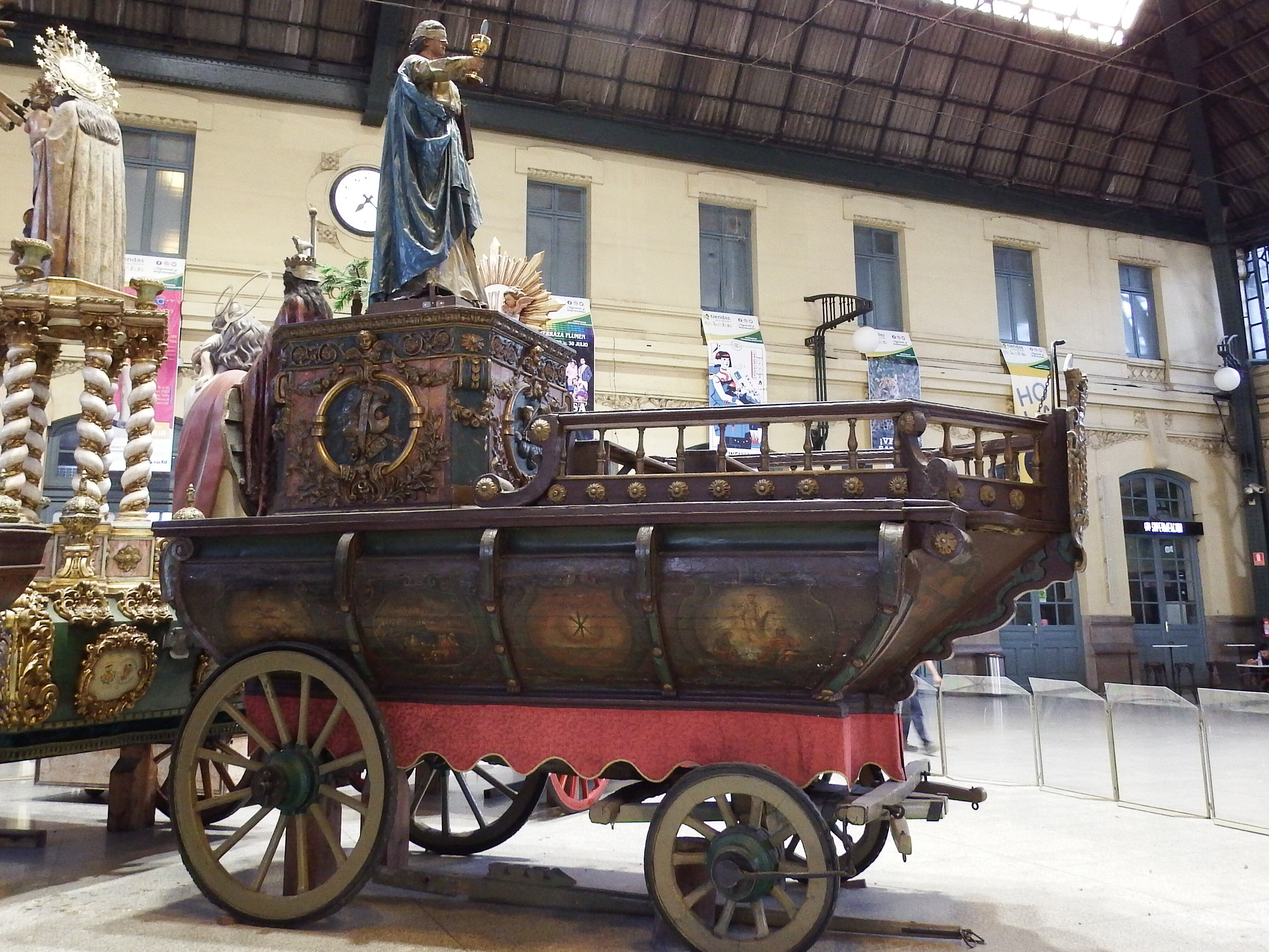
Roca de la Fe
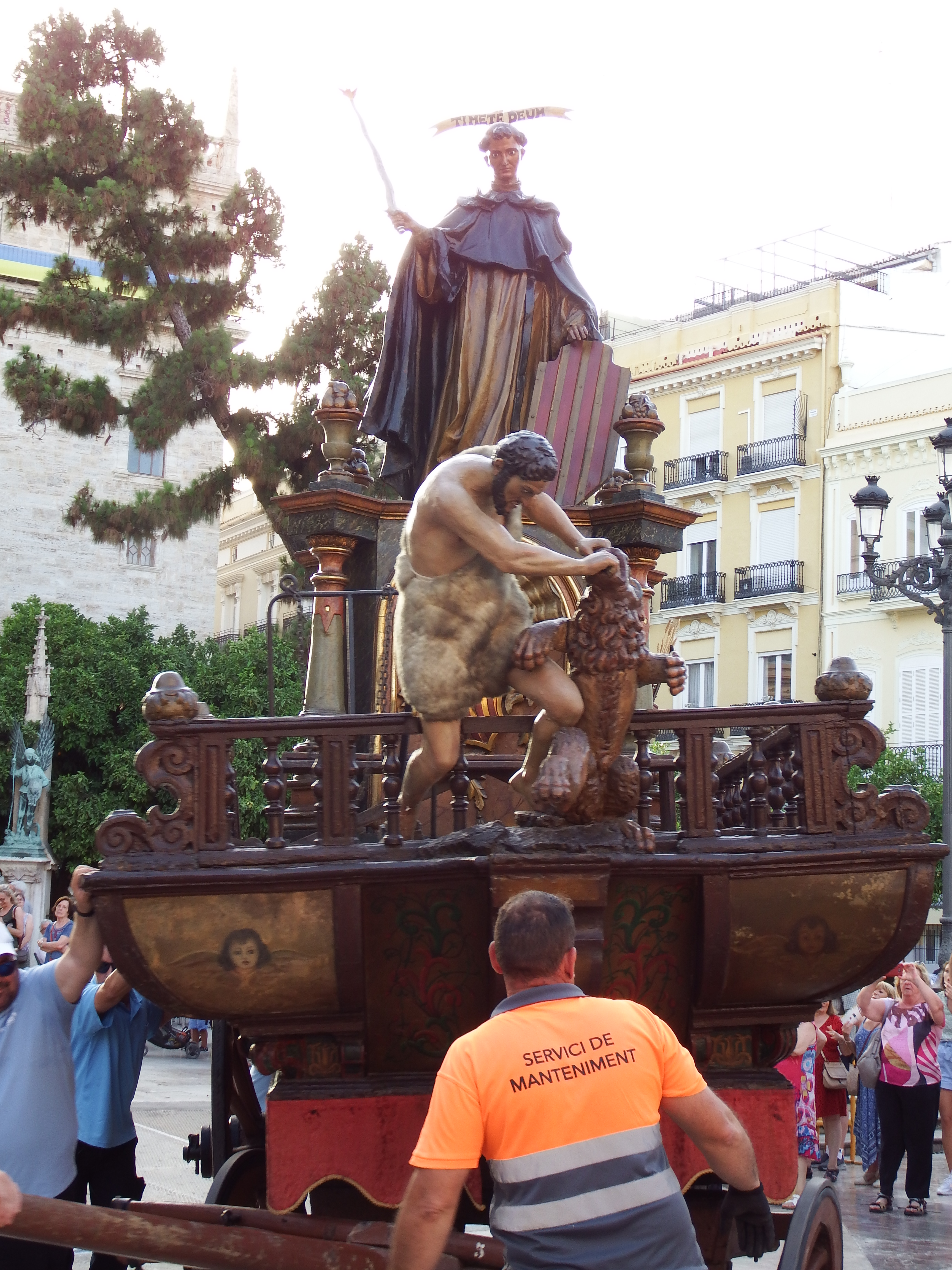
Trasllat de la Roca de Sant Vicent
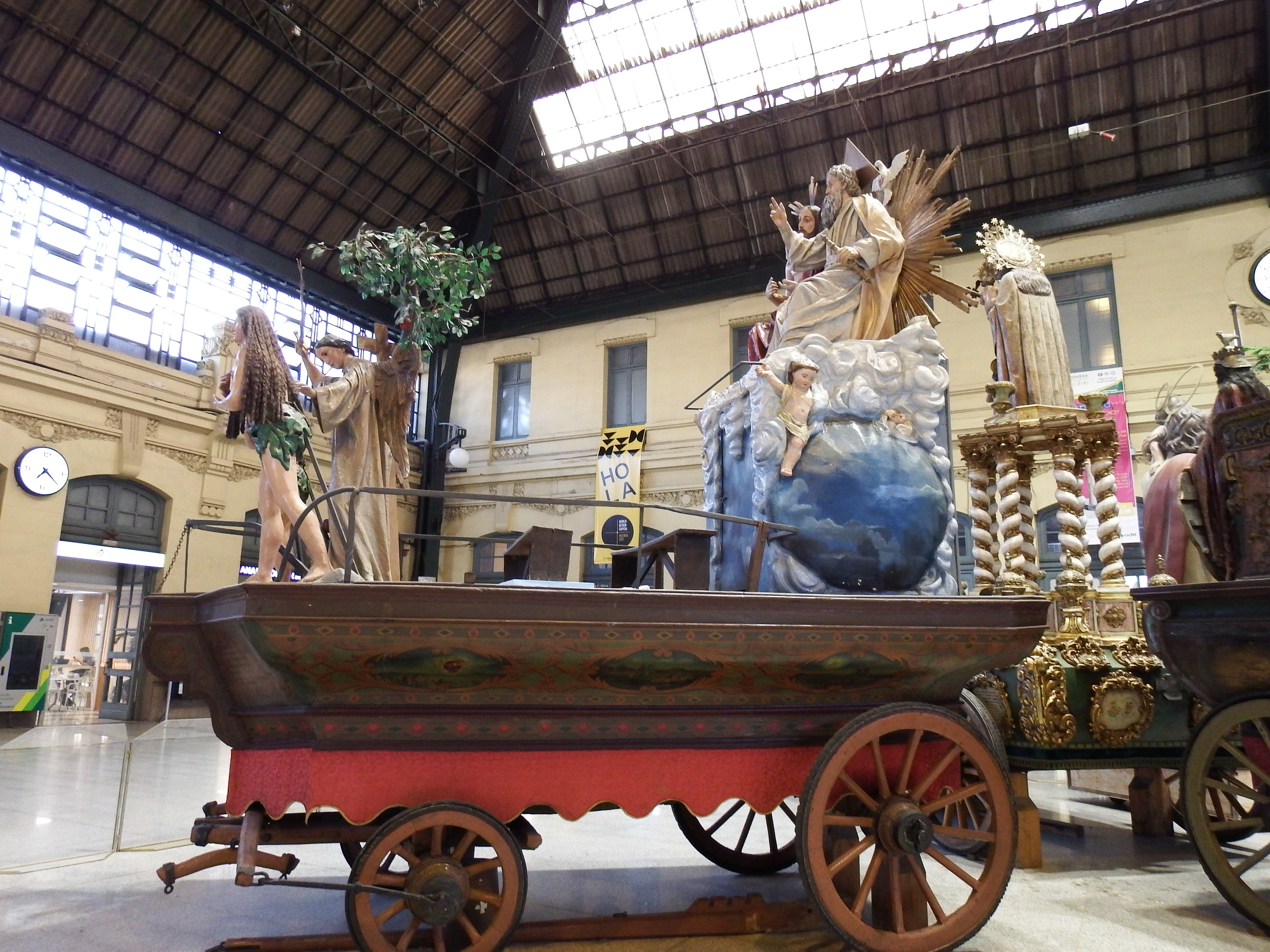
Roca de la Santíssima Trinitat
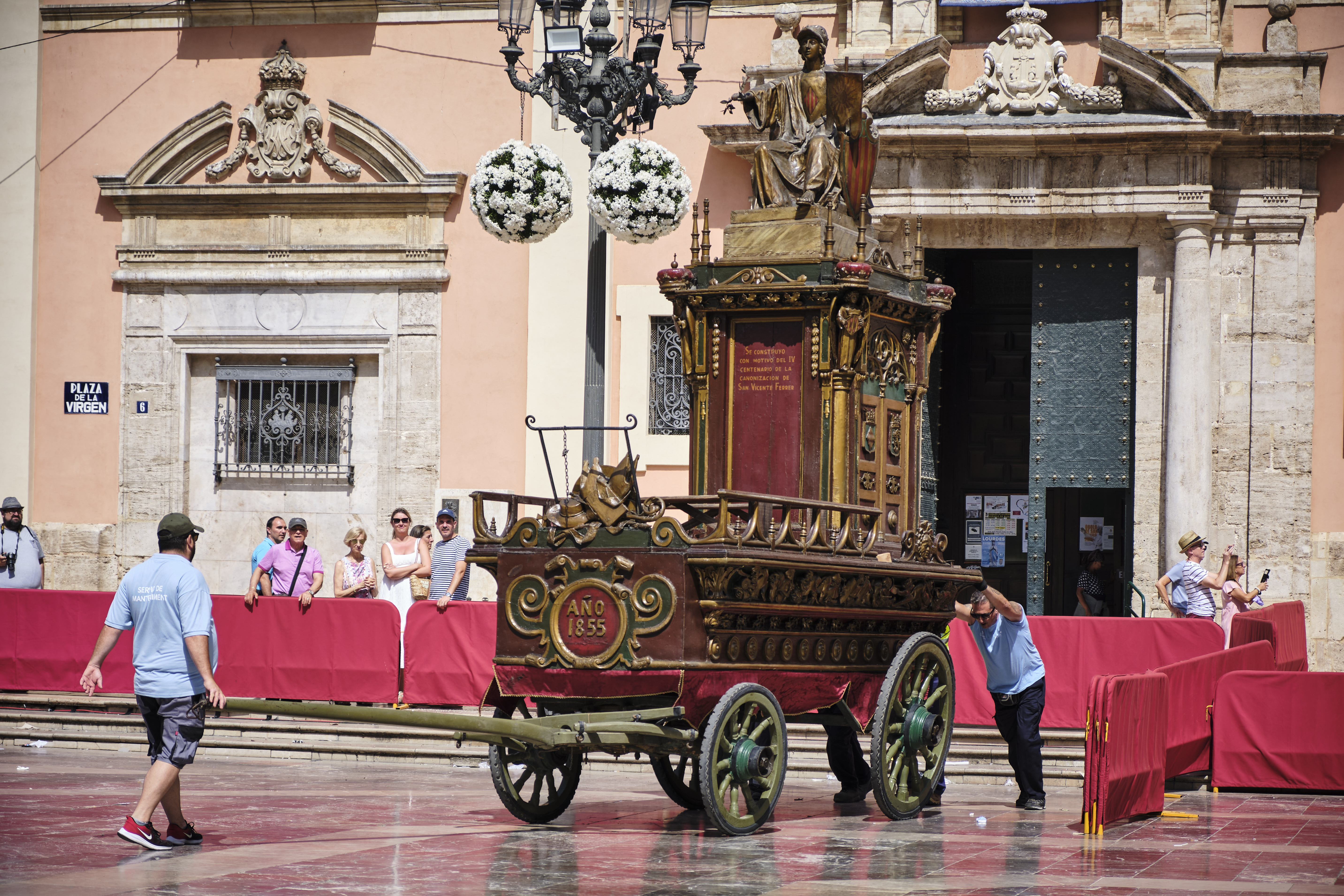
Espenten la Roca València per a tornar-la a la Casa
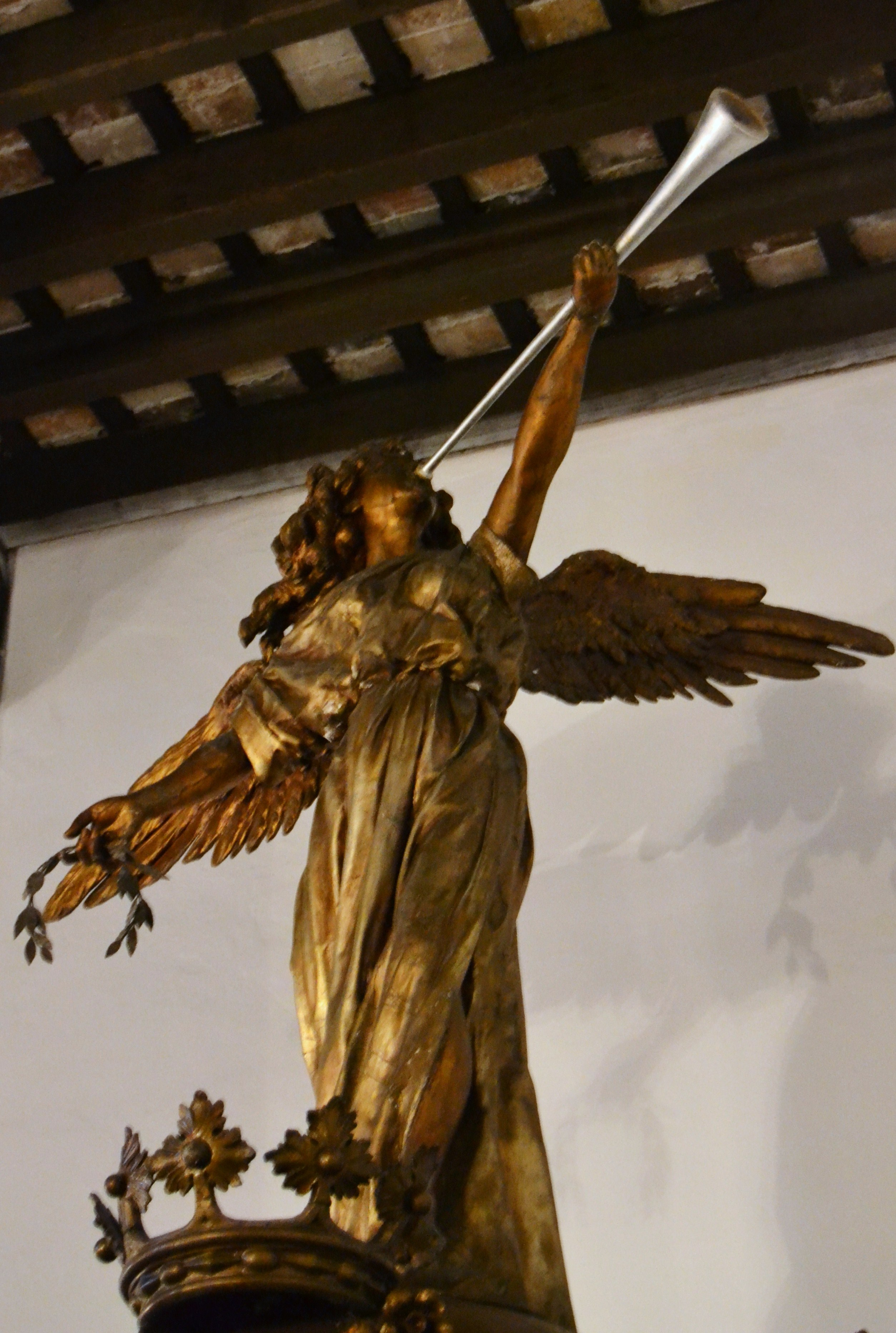
Figura principal de la Roca de la Fama
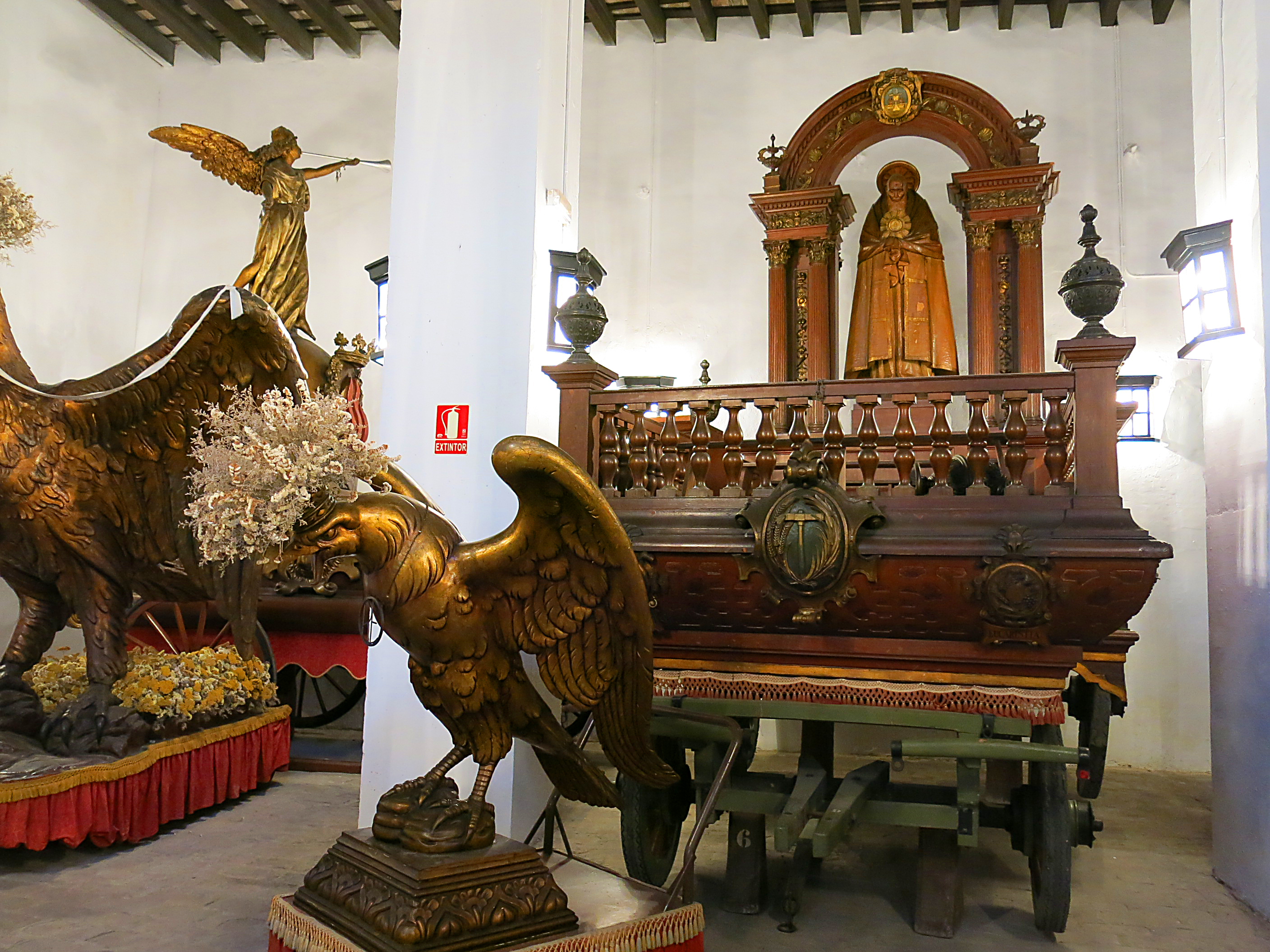
Roca del Patriarca a la Casa de les Roques
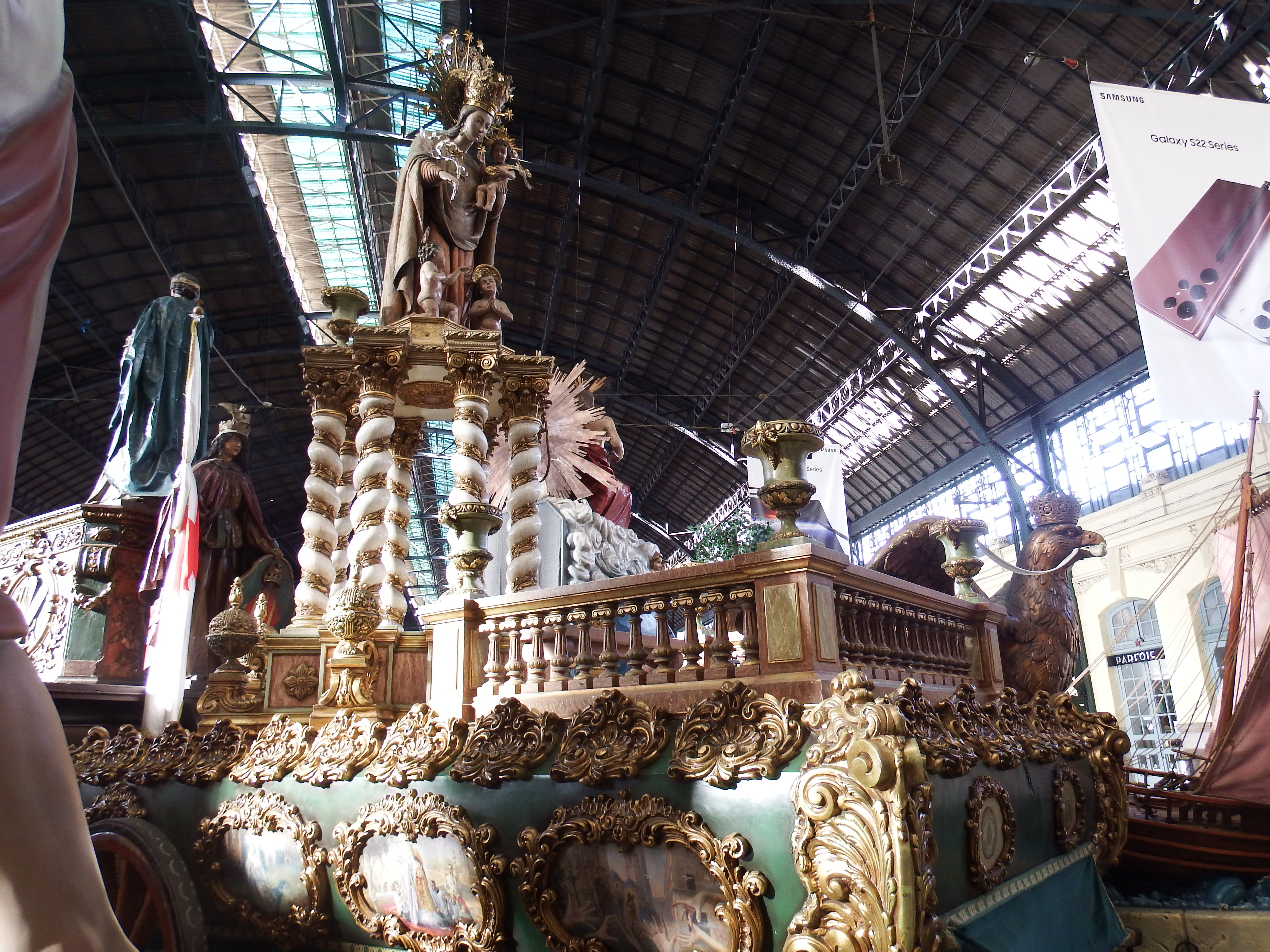
Roca de la Mare de Déu dels Desemparats
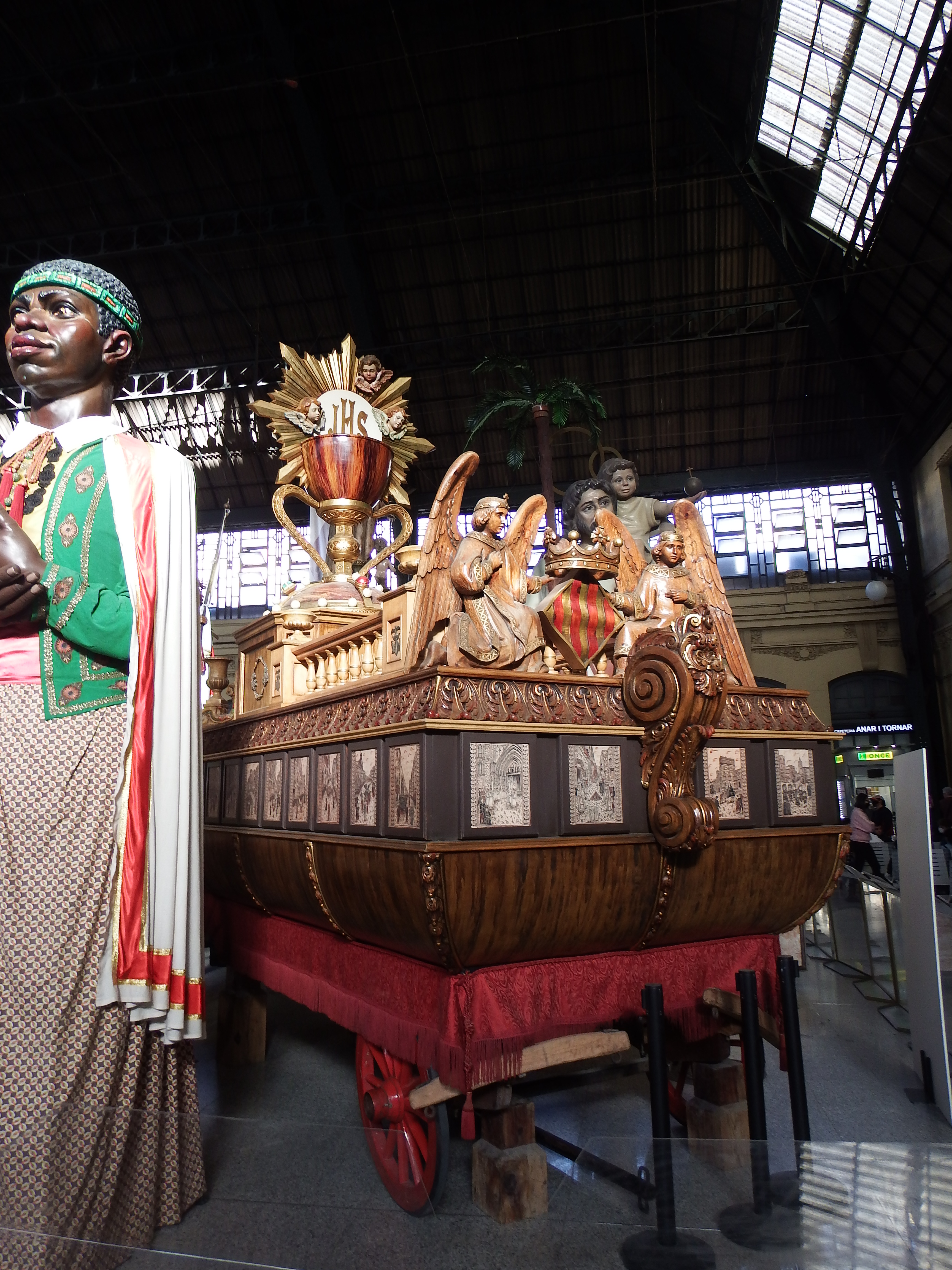
Roca del Sant Calze